# Mahathir bin Mohamad

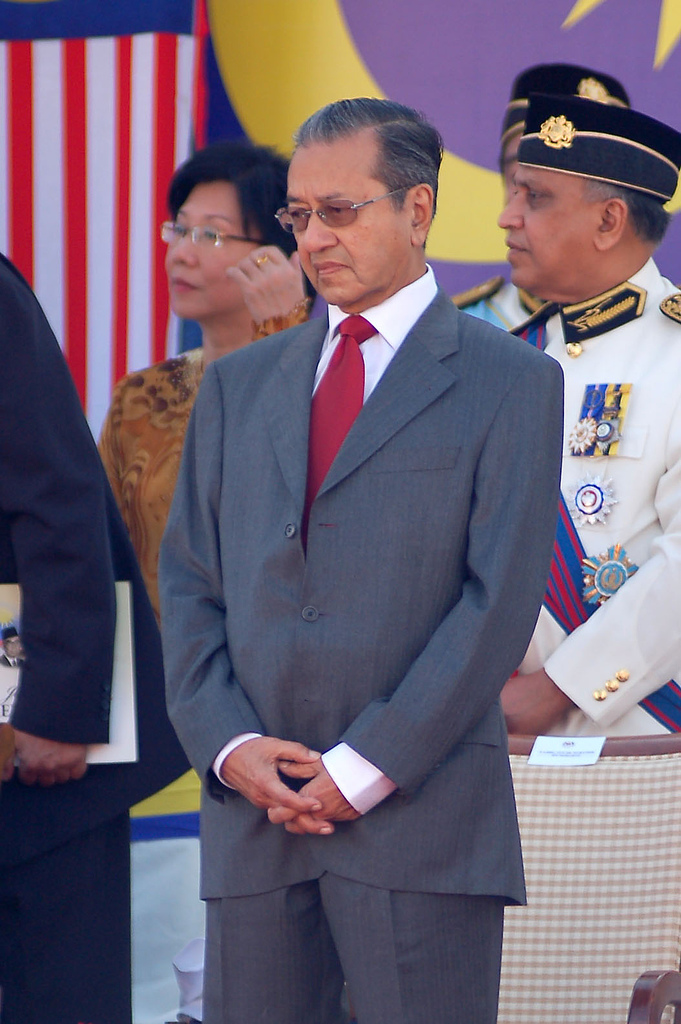
Mahathir bin Mohamad

Mahathir bin Mohamad (malai en alfabet jawi: محاضير بن محمد) (Alor Star, Kedah, 10 de juliol de 1925) és un polític malai que fou el quart Primer Ministre de Malàisia, des del 1981 fins al 2003, el mandat de durada més llarga d'aquest càrrec.
Doctor en Medicina, va entrar en política amb el United Malays National Organisation (UMNO), el partit polític més gran de Malàisia, i va entrar al Parlament el 1964. Fou expulsat de l'UMNO i del càrrec amb l'ascens al poder de Tunku Abdul Rahman, però fou restablert quan aquest va deixar el càrrec. També va entrar al Govern, i el 1981 fou promogut a Primer Ministre.
Durant el seu mandat al cap del Govern, Malàisia experimentà una ràpida modernització i creixement econòmic. Dominava completament la política malaia i va guanyar cinc eleccions consecutives. Va treballar pel desenvolupament del Tercer Món i per diverses causes com el moviment contra l'apartheid a Sud-àfrica, i a favor de Bòsnia a la guerra dels Balcans.
Un cop retirat, ha estat molt crític amb el seu successor, Abdullah Badawi.
Durant el seu primer mandat com a primer ministre, va ser membre de la United Malays National Organization, un component de la coalició Barisan Nasional, al poder des del 1957 fins al 2018.
Durant els seus 22 anys al poder, Mahathir va establir una reputació com a destacat polític asiàtic. Va treballar per al desenvolupament de Malàisia iniciant la política coneguda com «mira cap a l'est» i animar els malaisians a aprendre del Japó, especialment pel que fa a les tecnologies industrials d'avantguarda.
Va tornar al poder després de les eleccions parlamentàries de 2018, aquesta vegada liderant l'aliança electoral de Pakatan Harapan, i va tornar a ser primer ministre. Aleshores era el cap d'un executiu més gran del món. Va dimitir el 24 de febrer de 2020, a 94 anys.
Mahathir és considerat una de les figures més importants de la història moderna de Malàisia. La revista Time el va nomenar una de les 100 persones més influents del 2019.

## Biografia
El seu pare, Mohamad Iskandar, és d'ascendència india, fill d'un musulmà malaiàlam que va emigrar de Kerala a l'Índia mentre que la mare de Mahathir és malàisia. Mahathir Mohamad es va educar a Alor Setar i després a King Edward VII Medicine College a Singapur. Va entrar a l'administració com a metge militar i va exercir a l'illa de Langkawi.

## Antecedents polítics
Mahathir Mohamad va ser elegit per primera vegada al Parlament el 1964, però va perdre el seu escó a les següents eleccions, el maig de 1969. El 1969, després dels sagnants disturbis del 13 de maig de 1969, publica el seu llibre, «The Malay Dilemma». Tanmateix, l'obra va ser prohibida i Mahathir va ser exiliat. Després va ser expulsat del partit de govern. Va tornar-hi el 1970, després que Tunku Abdul Rahman fos substituït per Abdul Razak Hussein.
Abans de ser primer ministre, va ser successivament ministre d'Educació, viceprimer ministre (1976), ministre de Comerç i Indústria (1978), i va dirigir diverses missions a l'estranger per atreure inversors.
Poc conegut a la resta del món, té una forta influència política a Àsia.

## Primer mandat com a primer ministre (1981-2003)

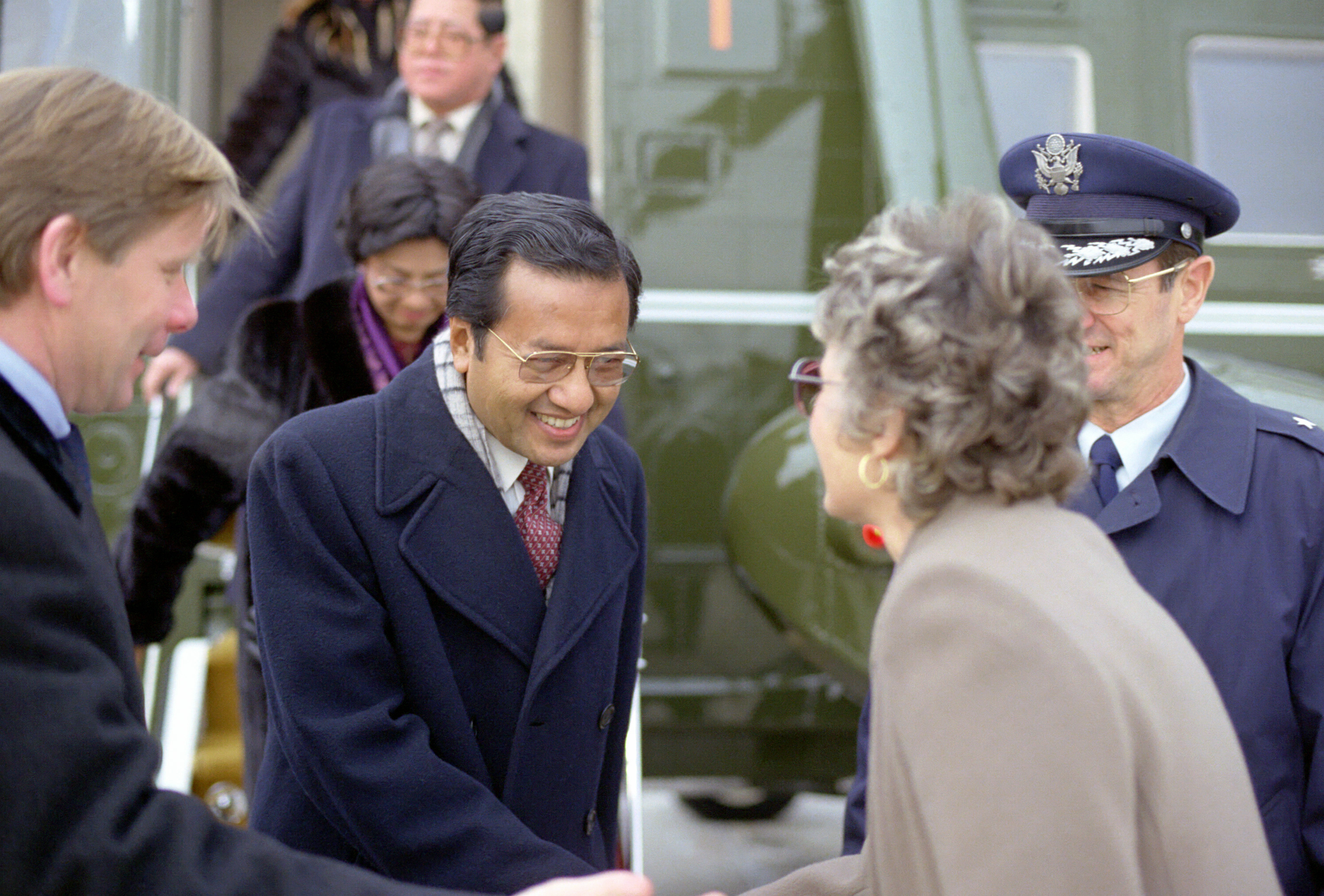
Mahathir Mohamad el 1984.

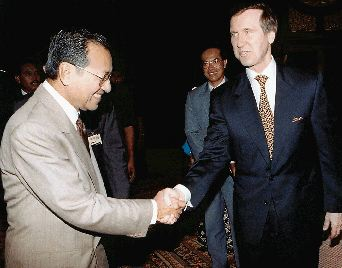
Mahathir Mohamad i el Secretari de Defensa dels Estats Units William Cohen el 1998.

Com a primer cap de govern no aristocràtic, se li atribueix sovint com la força impulsora de la modernització de Malàisia.
És partidari de «valors asiàtics» i «valors islàmics». Al capdavant del govern, va emprendre una política d'islamització. Va establir el Banc Islàmic de Malàisia el 1982 i la Universitat Islàmica Internacional el 1983. Defensa el respecte de les normes religioses i implementa programes de televisió islàmics. Malàisia, a diferència de la seva veïna Indonèsia, és un estat musulmà no laic.
El setembre de 1998, Anwar Ibrahim, viceprimer ministre encarregat de Finances i considerat com el seu hereu, que impugna les mesures adoptades per lluitar contra la crisi financera, és destituït del càrrec, expulsat de l'Organització Nacional dels Malais Units (UMNO) i detingut. Ibrahim va ser condemnat en dos judicis a sis i nou anys de presó per «abús de poder» i «sodomia». Aquests judicis es consideren judicis amagats destinats a eliminar un rival polític.
Mahathir segueix una política de discriminació positiva destinada a ajudar els malais, principalment en detriment dels malais d'origen xinès.

### Política econòmica
Durant el seu mandat, Mahathir va transformar Malàisia en una regió de fabricació d'alta tecnologia i un centre financer i de telecomunicacions mitjançant les seves polítiques econòmiques basades en el nacionalisme corporatiu, coneguda com a «Mapes de Malàisia». Aquestes polítiques es van mantenir gairebé fins al final del seu mandat. Va establir el seu programa econòmic «Wawasan 2020» (Visió 2020) que ha permès el creixement econòmic del país. Va ser sota el seu mandat que es van construir les Torres Petronas.

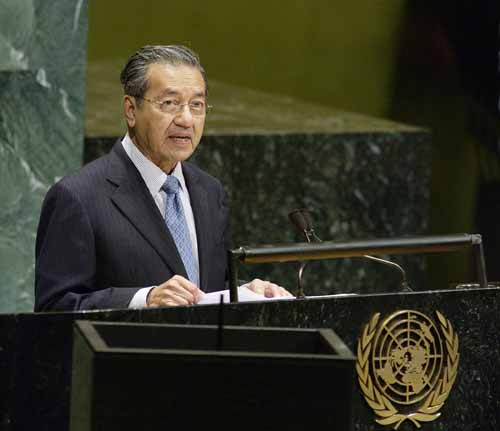
Mahathir Mohamad a l'Assemblea General de les Nacions Unides el 2003.

Tancant el país, aplica una «poció nacionalista» Estil de Malàisia, expulsant uns 2,2 millions de persones, inclosos experts de l'FMI. Les taxes de creixement del país van ser impressionants: 8,1 % l'any 2000, 3,5 % l'any 2002, 5,5 % el 2003, taxes aleshores molt superiors a les de l'altre «drac» asiàtic que s'havia sotmès a les demandes del Banc Mundial. Mahathir també ha seguit una política d'alt endeutament.
L'any 2002, Malàisia tenia la taxa d'atur més baixa del món. L'any 2001, el país va acollir més de deu milions de turistes.
És a l'origen de diversos projectes econòmics:
- el fabricant d'automòbils Proton;
- el circuit de Fórmula 1;
- Torres Petronas, les torres bessones més altes del món (452 m, 200 ascensors), i l'edifici més alt del món des de 1997 fins a 2003, que s'han convertit en símbols de la Malàisia moderna. Les Torres Petronas poden suportar un terratrèmol de 7,2 graus a l'escala de Richter;
- l'aeroport més modern del món construït l'any 1998;
- la nova capital Putrajaya;
- la nova capital informàtica i multimèdia, Cyberjaya.

Se'l considera responsable de la corrupció massiva que hi ha a Malàisia. Hauria instaurat un sistema de mecenatge que beneficiava un cercle reduït, principalment membres de l'UMNO. Se l'acusa així d'haver permès l'enriquiment d'un grapat de persones properes al poder en detriment de la resta de persones que viuen en la pobresa. Aquest sistema hauria estat posteriorment utilitzat pel seu successor Najib Razak, essencialment per al seu benefici personal aquesta vegada, el que va portar a la seva caiguda.

### Relacions internacionals

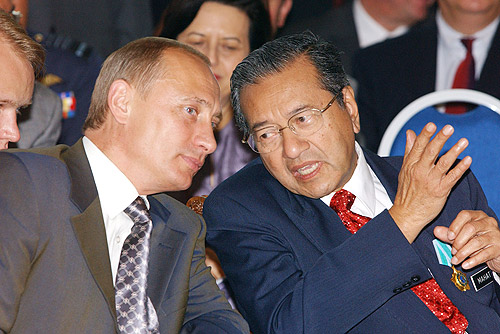
Mahathir Mohamad i el president de la Federació Russa, Vladímir Putin, el 2003.

Mahathir Mohamad es va oposar a la influència britànica a Malàisia, que, no obstant això, segueix sent membre de la Commonwealth. Pretenia promoure una comunitat de països asiàtics (East Asia Economic Group, EAEG) al voltant del Japó.
També desafia l'hegemonia nord-americana, ja que creu que "els nord-americans no estan interessats en les raons de l'existència d'organitzacions terroristes, desplegant mesures extraordinàries de prevenció i seguretat que provoquen la ira, la desgràcia de pobles sencers que no voldrien res millor per cooperar contra el terrorisme".
És partidari del moviment no alineat.

## Segon mandat com a primer ministre (2018-2020)

### Prenent possessió del càrrec

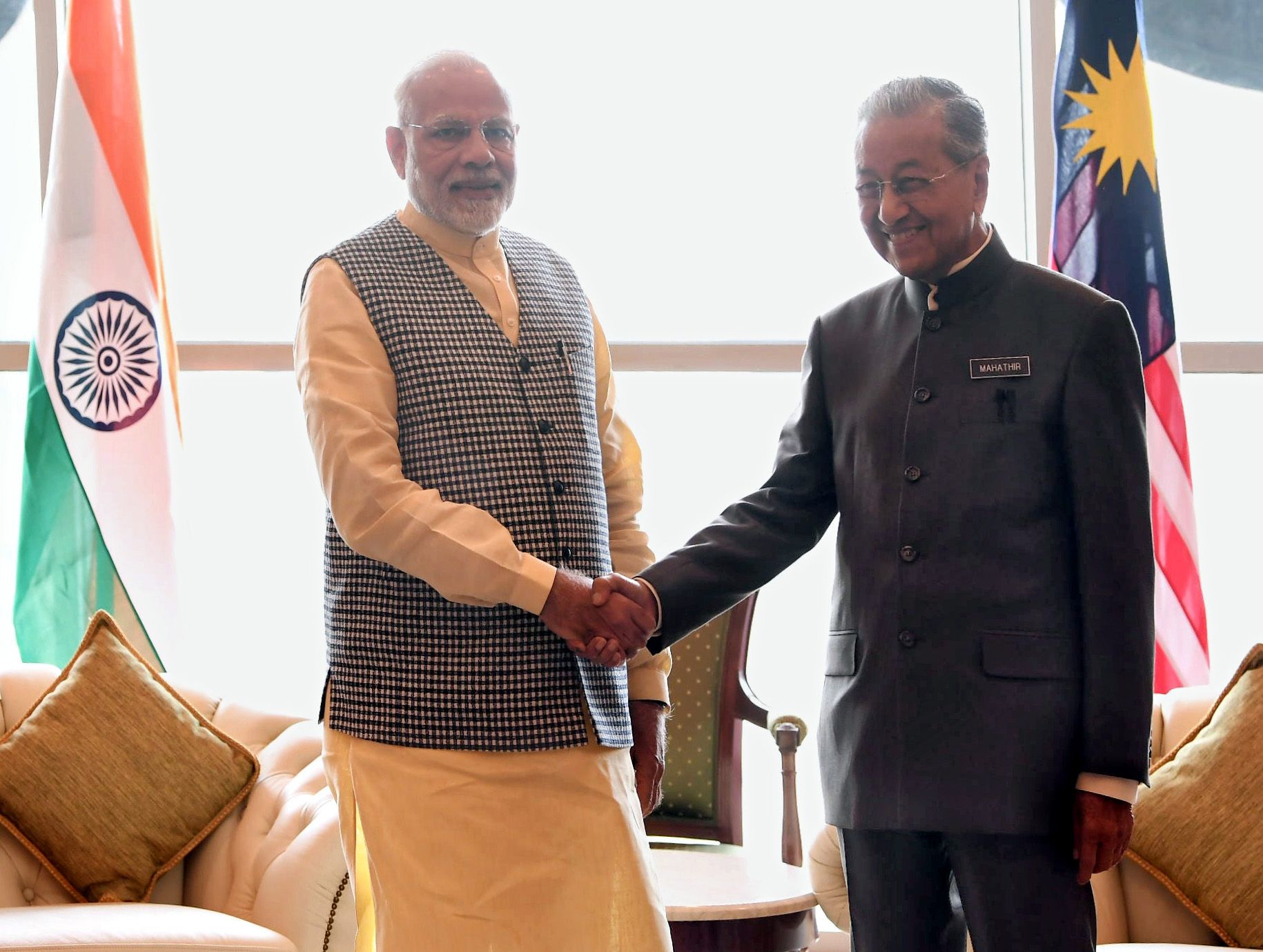
Mahathir Mohamad i el primer ministre de l'Índia, Narendra Modi, el31 maig 201831 de maig de 2018.

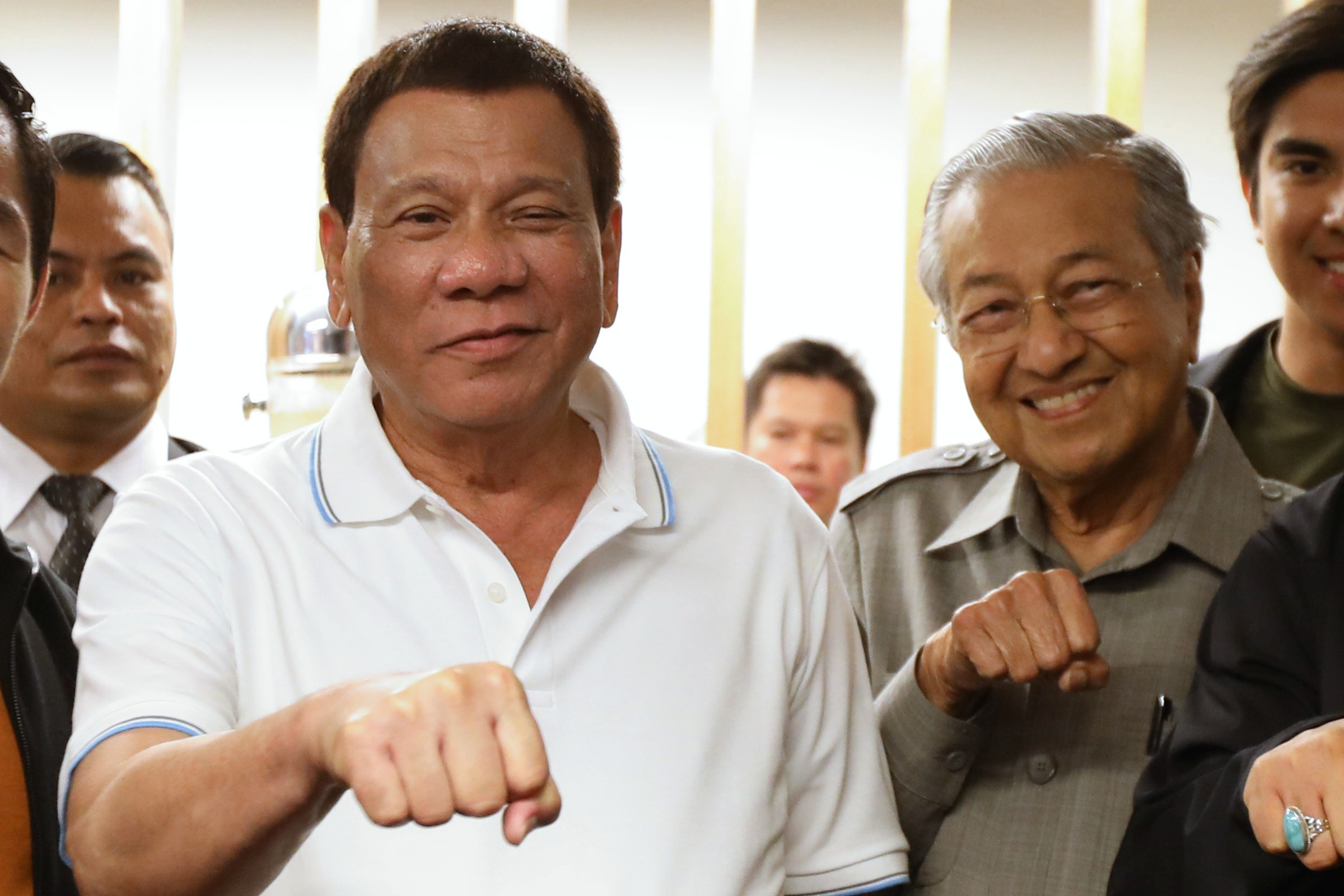
Mahathir Mohamad i el president de les Filipines, Rodrigo Duterte, el 15 de juliol de 2018.

Al capdavant de Pakatan Harapan, va tornar a ser primer ministre el 10 de maig de 2018, l'endemà de les eleccions legislatives que van estar marcades per la derrota del seu antic partit, l'Organització Nacional Malais Units (UMNO). Es converteix així en el cap de l'executiu més antic del món, per davant del president tunisià Beji Caid Essebsi. La seva victòria, considerada una sorpresa, s'explica per la bona imatge de la qual gaudeix al país i pel cansament de la població envers la coalició sortint.
Durant la campanya, va dir que volia processar, si és elegit, el primer ministre sortint Najib Razak, acusat de corrupció, possiblement «per la Interpol si fuig». També es va comprometre a abolir l'impost sobre el valor afegit introduït pel seu predecessor, així com a introduir un límit de mandats electius. El 12 de maig de 2018, a Najib Razak se li va prohibir sortir del territori, ja que estava a punt d'anar a Indonèsia per fer una «pausa».
Es va comprometre a lliurar el poder a Anwar Ibrahim, considerat més progressista, quan sortís de la presó. Mentrestant, Wan Azizah Wan Ismail, esposa d'Ibrahim, elegida diputada, va ser nomenada Viceprimera ministra i ha de mantenir el seu càrrec com a parlamentària fins que el seu marit sigui elegit durant una legislatura parcial. Des de l'11 de maig, Mahathir anuncia que el rei Muhammad Faris Petra ha acceptat perdonar i alliberar Anwar Ibrahim; reitera en aquesta ocasió que li cedirà el poder, en dos anys. El seu alliberament, que també li hauria de permetre tornar a ser elegible, té lloc el 16 de maig.

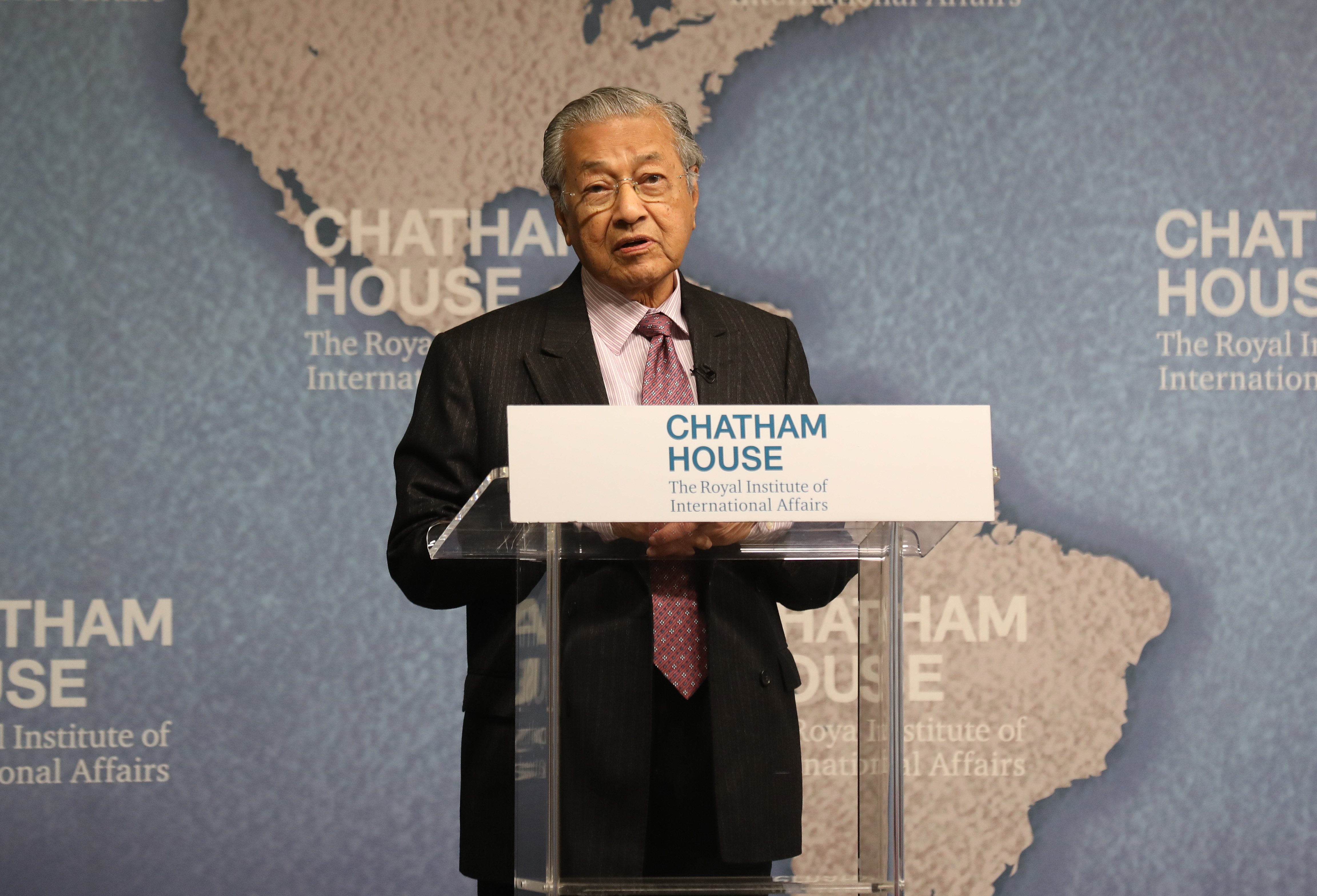
Mahathir Mohamad al Regne Unit, el11 d'octubre de 2018.

Es va anunciar el seu govern el 12 de maig de 2018.

### Renúncia
Dimiteix el 24 de febrer de 2020, l'endemà de l'enfonsament de la seva coalició i un intent del seu partit d'enderrocar el seu govern i formar un nou govern amb el suport de l'UMNO i evitar així que Anwar Ibrahim esdevingués primer ministre. El mateix dia, el rei Abdullah Shah va acceptar la seva dimissió i el va nomenar primer ministre interí Es va acostar al viceprimer ministre Wan Azizah Wan Ismail per fer-se càrrec. Mahathir té llavors la possibilitat de reformar la seva coalició, formant una nova coalició al voltant del seu partit, dissidents del partit d'Anwar Ibrahim i UMNO, o bé es convocaran noves eleccions legislatives. El govern sortint es dissol amb calma.

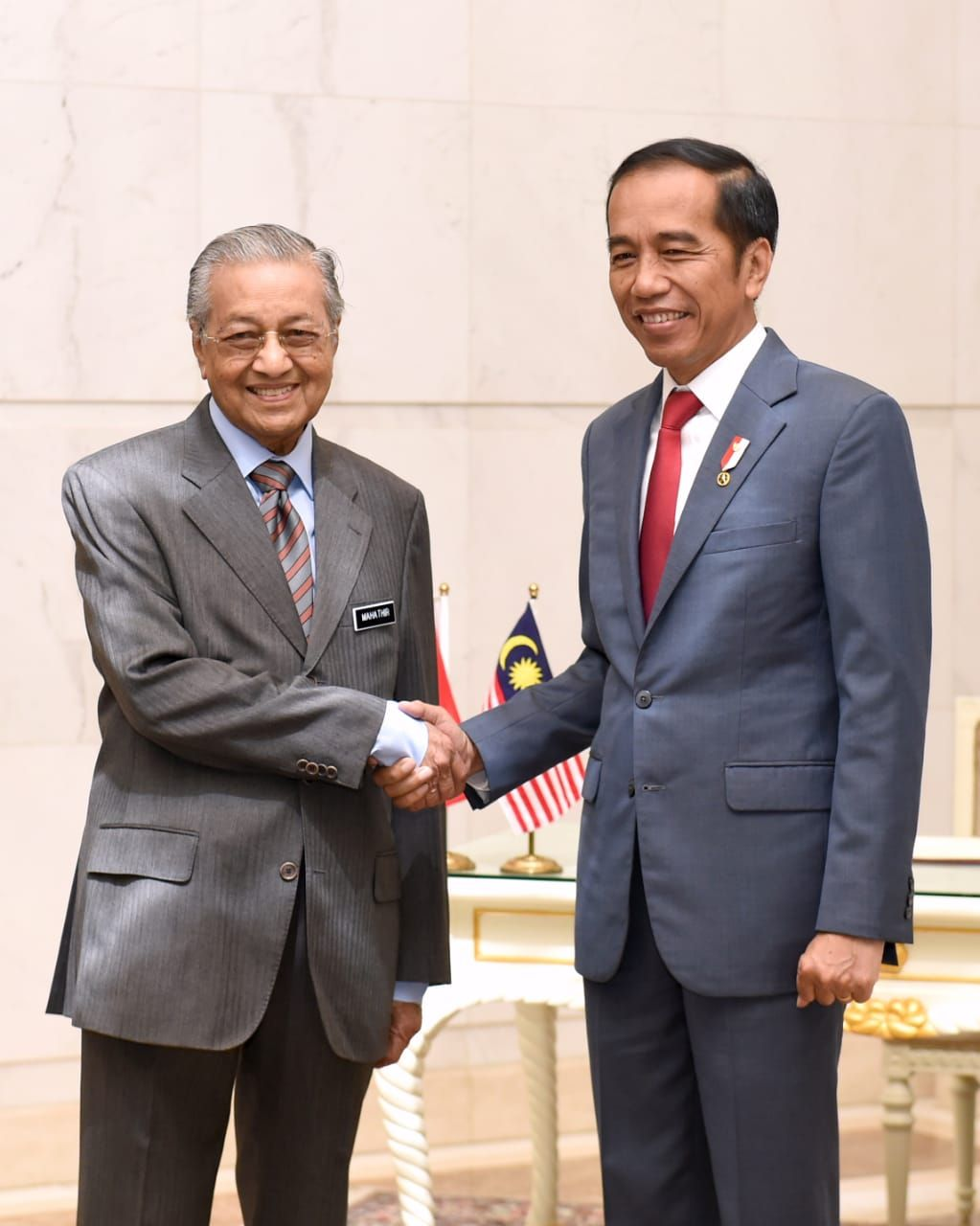
Mahathir Mohamad i el President d'Indonèsia, Joko Widodo, el 9 d'agost de 2019.

Aleshores, el rei rep els diputats individualment, per trobar el que compta amb el suport de la majoria d'ells. Mahathir Mohamad proposa un govern d'unitat. Per la seva banda, Anwar Ibrahim també reclama formar el proper govern. El 27 de febrer, Mahathir Mohamad anuncia que el Parlament escollirà el proper primer ministre la setmana següent. Els dos homes no van poder formar govern i Mahathir Mohamad no va poder reformar la seva coalició, Muhyiddin Yassin va ser nomenat primer ministre amb el suport de l'UMNO i Gagasan Sejahtera. Muhyiddin va jurar l'1 de març malgrat la demanda de Mahathir d'una reunió del parlament per al seu successor per demostrar que tenia majoria
El 23 de febrer de 2022, Mahathir va expressar la seva intenció de tornar a la política després de sortir de l'hospital.

## Salut
Mahathir va ser hospitalitzat per un atac de cor el 1989.
El 9 de novembre de 2006, Mahathir va ser ingressat a l'hospital després de patir un atac de cor,.
L'1 d'octubre de 2010, Mahathir va ser ingressat a l'Hospital de Melbourne per al tractament d'una infecció pulmonar. El 18 de novembre de 2013 va tornar a ser ingressat a l'hospital per una infecció pulmonar,. El 9 d'agost de 2016 va tornar a ser ingressat a l'hospital amb una infecció pulmonar El 9 de febrer de 2018, Mahathir va ser hospitalitzat amb una infecció pulmonar
El 16 de desembre de 2021, Mahathir va ser ingressat a l'hospital per a un examen mèdic complet i una observació addicional, Va ser donat d'alta de l'hospital el 23 de desembre,. El 7 de gener de 2022, Mahathir, que havia estat donat d'alta de l'hospital durant més de dues setmanes, va ser readmès a l'hospital,. El 22 de gener de 2022, un portaveu de l'oficina de Mahathir va confirmar que l'antic primer ministre està sent tractat actualment a la Unitat de Cures Coronàries (CCU de l'IJN.
El 26 de gener, la seva filla Marina Mahathir va declarar que la salut de Mahathir havia millorat prou com per ser traslladat a la sala normal de la unitat IJN. El 5 de febrer de 2022, Mahathir va ser alliberat de la IJN després de la seva tercera estada en aproximadament un mes.

## Homenatges
La revista Time va nomenar Mahathir com a Persona de l'any a Àsia el 1998.
El president francès Jacques Chirac va homenatjar Mahathir per ser un líder les paraules i accions del qual es guien pels seus veritables sentiments i saviesa
El president xinès Xi Jinping va dir que Mahathir era un vell amic del poble xinès durant la seva visita a Malàisia el 2013.
L'abril de 2019, Mahathir va ser catalogat com una de les 100 persones més influents de 2019 per la revista Time. El maig del mateix any, va ocupar el lloc 47 entre els 50 líders destacats de Fortune Global 2019.

## Preses de posició

### Monarquia
Oposat a la monarquia, va eliminar la immunitat de la família reial.

### Islam

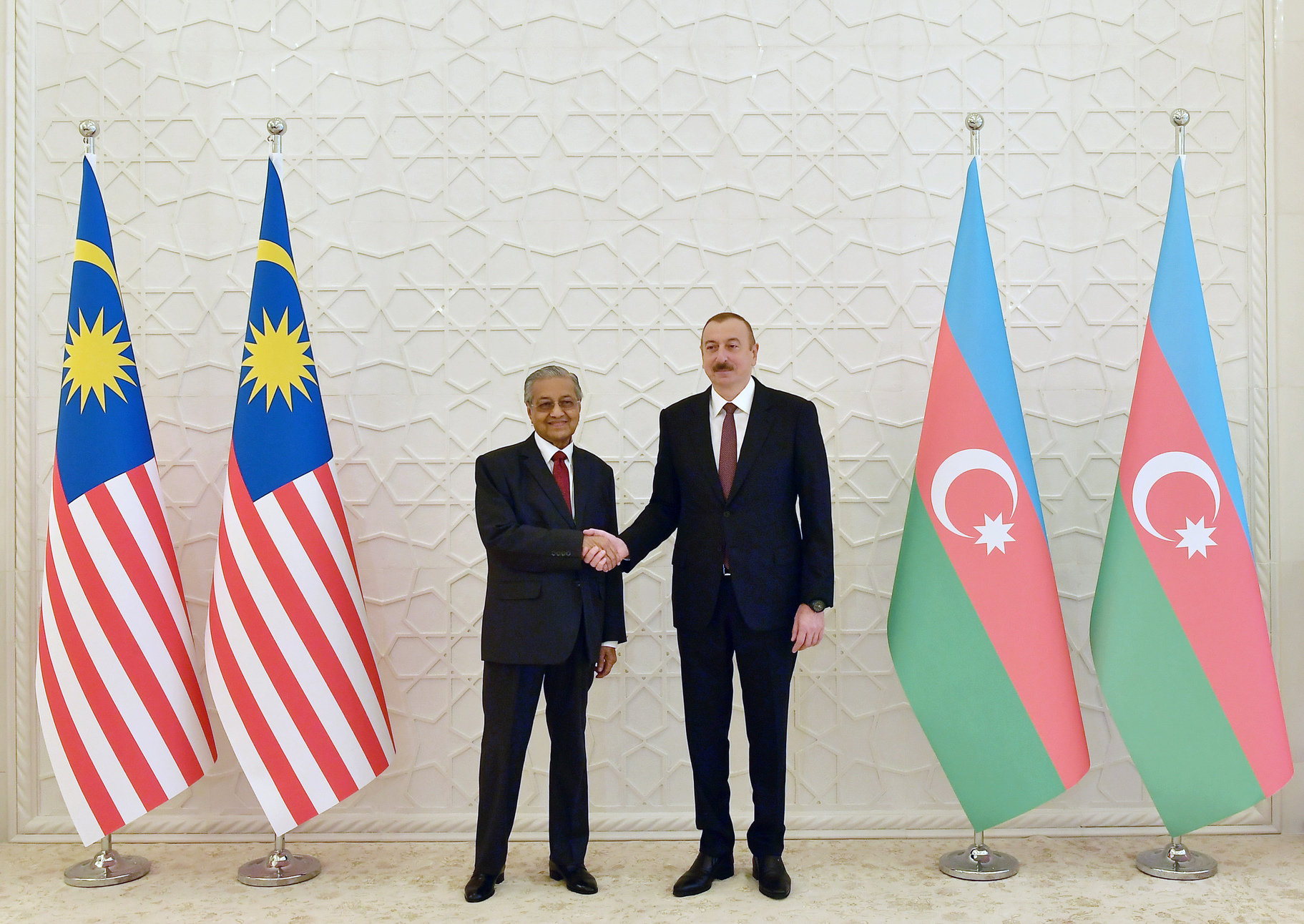
Mahathir Mohamad i el president de la República de l'Azerbaidjan Ilham Alíev, el 26 d'octubre de 2019.

En una entrevista publicada el 29 de juny de 2013 amb Vitaly Naoumkine (ambaixador de bona voluntat a l'Aliança de Civilitzacions), declara: « No és possible laïcitzar l'Islam, perquè, com sabeu, l'Islam és un model que engloba tots els aspectes de la vida. D'una banda explica tot el que passa a la nostra societat, perquè hi ha a l'Alcorà un codi de com comportar-se en tots els aspectes de la vida, que el diferencia de la Bíblia o la Torà.»

### Homosexualitat
Al capdavant d'un dels països on l'homosexualitat és il·legal, és conservador sobre el tema. Es va oposar al matrimoni entre persones del mateix sexe, quan va arribar al poder per segona vegada el maig de 2018.
No obstant això, va alliberar l'antic viceprimer ministre Anwar Ibrahim, empresonat per sodomia amb un home. El setembre de 2018, critica públicament la sentència dictada a l'estat de Terengganu contra dues lesbianes que van ser condemnades a rebre més d'un centenar de cops de bastó en públic.

## Controvèrsies

### Antisemitisme
Al llarg de la seva carrera, Mahathir va mantenir declaracions antisemites
El 1997, durant la crisi financera del sud-est asiàtic, va denunciar un " conspiració jueva i acusa l'americà George Soros d'haver provocat la devaluació de les monedes regionals.
Al final del seu mandat, el 16, fa un discurs a l'Organització de la Cooperació Islàmica de Putrajaya, on acusa els jueus de dominar el món «per intermediaris». Això augmenta la seva reputació d'antisemitisme i és criticat a la premsa occidental. Mahathir contesta defensant el seu discurs dient que no era antisemita sinó contra els jueus que maten musulmans i els jueus que els donen suport.

### Atentats d'octubre 2020 a França
El 29 d'octubre de 2020, poc després de l'atemptat de Niça de 2020, Mahathir publica al seu compte de Twitter i al seu blog un llarg text en reacció a les declaracions del president de la República Francesa, Emmanuel Macron, arran de l'assassinat de Samuel Paty. Un passatge d'aquest text és especialment controvertit, ja que l'antic primer ministre de Malàisia considera en aquest últim que «Els musulmans tenen dret a estar enfadats i a matar milions de francesos per les massacres del passat». Primer es marca com a "reportat" per la xarxa social, que després elimina permanentment el missatge. Tanmateix, el compte de Twitter de l'antic primer ministre de Malàisia no està suspès malgrat les demandes del govern francès.

## Evocació literària
A la seva obra biogràfica "La meva educació" (A Book of Dreams), l'escriptor William S. Burroughs somia amb Mahathir Mohamad: «…i aquell fill de puta malai Mohamed Mohatir, que penja la gent per fumar un porro».

## Obres
- The Malay Dilemma (1970) ISBN 9812043551
- The Challenge (1986) ISBN 9679780910
- Regionalism, Globalism, and Spheres of Influence: ASEAN and the Challenge of Change into the 21st Century (1989) ISBN 9813035498
- The Pacific Rim in the 21st century (1995)
- The Challenges of Turmoil (1998) ISBN 9679786528
- The Way Forward (1998) ISBN 0297842293
- A New Deal for Asia (1999)
- Islam & The Muslim Ummah (2001) ISBN 9679787389
- Globalisation and the New Realities (2002)
- Reflections on Asia (2002) ISBN 967978813X
- The Malaysian Currency Crisis: How and why it Happened (2003) ISBN 9679787567
- Achieving True Globalization (2004) ISBN 9679789047
- Islam, Knowledge, and Other Affairs (2006) ISBN 9833698034
- Principles of Public Administration: An Introduction (2007) ISBN 978-983-195-2535
- Chedet.com Blog Merentasi Halangan (2008) ISBN 9679695891

## Honors
- Doctor honoris causa per la Universitat de Waseda[70]
- Doctor honoris causa per la Universitat de Keiō
- Doctor honoris causa de la Universitat Tsinghua
- Doctorat Honoris Causa per la Universitat Nacional de Singapur[71][72][73]
- Doctor honoris causa per la Universitat de Rangsit,[74][75][76]
- Doctor honoris causa de la universitat Yıldırım Beyazıt d'Ankara
- Doctor honoris causa per la Universitat Nacional de Malàisia
- Doctor honoris causa per la Universitat d'al-Azhar
- Doctor honoris causa per la Universitat de Qatar[77][78]
- Ciutadà d'honor de la ciutat de Tirana (1993)
- Premi Internacional Rei Faisal (1997)[79]
- Premi Jawaharlal Nehru (1999)
- Premi U Thant Peace (1999)
- Home de l'any al Fòrum de Doha (2019)[80]